# Читадела (Казерта)
Читадела (итал. Cittadella) је насеље у Италији у округу Казерта, региону Кампанија.
Према процени из 2011. у насељу је живело 52 становника. Насеље се налази на надморској висини од 246 м.